# Toporowy Staw Wyżni
Toporowy Staw Wyżni – tatrzańskie jezioro polodowcowe leżące w zachodniej części Doliny Suchej Wody Gąsienicowej, na wysokości ok. 1120 m n.p.m., w pobliżu Toporowego Stawu Niżniego.
Jezioro ma powierzchnię ok. 0,03 ha i powoli zanika, przekształcając się w torfowisko. Wymiary stawu to ok. 30 × 15 m, a głębokość 1,1 m. Podane wartości należy traktować orientacyjnie, gdyż ulegają silnym wahaniom. W okolicy stawu znajduje się jeszcze wiele innych niewielkich stawków, które okresowo wysychają.
W Toporowym Stawie Wyżnim występuje ciekawa flora torfowiskowo-bagienna. Z rzadkich w Karpatach roślin w stawie i nad jego brzegami występują m.in. takie gatunki, jak: bagnica torfowa, bagno zwyczajne, gwiazdnica długolistna, siedmiopalecznik błotny, modrzewnica pospolita, turzyca bagienna, turzyca skąpokwiatowa, widlicz Isslera. W 1981 znaleziono tutaj nawet bardzo rzadką w Polsce jeżogłówkę pokrewną. Jest to relikt glacjalny występujący w polskich Karpatach tylko na tym jednym stanowisku. Obydwa Toporowe Stawy charakteryzują się bujnym życiem organicznym (co związane jest z ich niską wysokością nad poziomem morza). W stawach tych rozmnaża się wiele gatunków płazów: salamandra plamista, kumak górski, żaba trawna, traszka górska, traszka karpacka.
Oba Toporowe Stawy znajdują się na obszarze ochrony ścisłej TPN.